# 스타니스와프 레슈친스키
스타니스와프 레슈친스키(폴란드어: Stanisław Leszczyński, 1677년 10월 20일~1766년 2월 23일)는 폴란드-리투아니아 연방의 국왕(재위: 1704년 10월 4일 ~ 1709년 8월 8일, 1733년 9월 12일 ~ 1736년 1월 27일)이다. 국왕직에서 물러난 뒤로는 로렌 공국의 공작 스타니슬라스 레친스키(프랑스어: Stanislas Leszczynski, 재위: 1737년 7월 9일 ~ 1766년 2월 23일)로 불렸다.

## 생애
르부프(Lwów, 현재의 우크라이나 르비우)에서 포즈난 주의 주지사를 역임했던 라파우 레슈친스키(Rafał Leszczyński)의 아들로 태어났다. 1697년 주선관 신분으로 아우구스트 2세의 국왕 즉위 승인 문서에 서명했다. 1703년 스웨덴의 지원을 받고 있던 귀족인 사피에하 가문(Sapieha)이 조직한 리투아니아 동맹에 가입했다.
1704년 대북방 전쟁에서 폴란드를 침공한 스웨덴의 칼 12세의 지원을 받아 아우구스트 2세를 몰아내고 폴란드의 국왕으로 즉위했다. 1709년 폴타바 전투에서 스웨덴이 러시아 차르국에 패하면서 표트르 1세의 지원을 통해 복위한 아우구스트 2세에 의해 왕위에서 쫓겨나고 만다.
대부분의 슐라흐타가 스타니스와프 1세의 왕위를 부정했기 때문에 스타니스와프 1세는 아우구스트 2세와 화해했다. 칼 12세의 얼마 안 되는 지지자 가운데 한 사람이었던 스타니스와프 1세는 스웨덴군과 함께 스웨덴령 포메라니아에서 철수했다. 스타니스와프 1세는 폴란드의 왕위에서 물러나는 대신에 츠바이브뤼켄(Zweibrücken)의 조그마한 공국을 받았다.
1725년에는 그의 딸인 마리 레슈친스카가 프랑스의 국왕인 루이 15세의 왕비가 되었다. 폴란드 왕위 계승 전쟁이 진행 중이던 1733년에는 프랑스의 지지를 받으면서 폴란드의 왕으로 복위했지만 1736년 아우구스트 3세가 폴란드의 왕으로 즉위하면서 쫓겨나고 만다.
1737년 로렌 공작이 되었으며 1738년 알렉산데르 유제프 수우코프스키(Aleksander Józef Sułkowski) 백작에게 리지나(Rydzyna)와 레슈노(Leszno)의 영지를 매각하고 폴란드를 떠났고 프랑스 뤼네빌로 이주하게 된다. 1750년에는 뤼네빌에 스타니슬라 아카데미(Académie de Stanislas), 낭시에 낭시 시립 도서관(Bibliothèque municipale de Nancy)을 설립했으며 만년에는 장자크 루소와 논쟁을 벌이기도 했다.

## 같이 보기
- 폴란드 철학사